# Autonomy
Autonomy — британская компания, разработчик программных решений в области поиска информации и управления знаниями для организаций, ориентируясь, прежде всего, на обработку неструктурированных мультимедиа-данных на базе техник распознавания образов с использованием байесовского вывода.
Основана в 1996 году в Кембридже, в деловом квартале которого и располагалась штаб-квартира компании, в 2000-е годы также была открыта параллельная штаб-квартира в Сан-Франциско. Со второй половины 2000-х годов поглотила серию технологических компаний, а в 2011 году компания была приобретена корпорацией Hewlett-Packard за $10,2 млрд. Последовавший распад Hewlett-Packard наблюдатели связали отчасти с этим событием, а руководство Autonomy подверглось судебному преследованию за искажение финансовой отчётности, приведшее к завышенной стоимости сделки.

## История

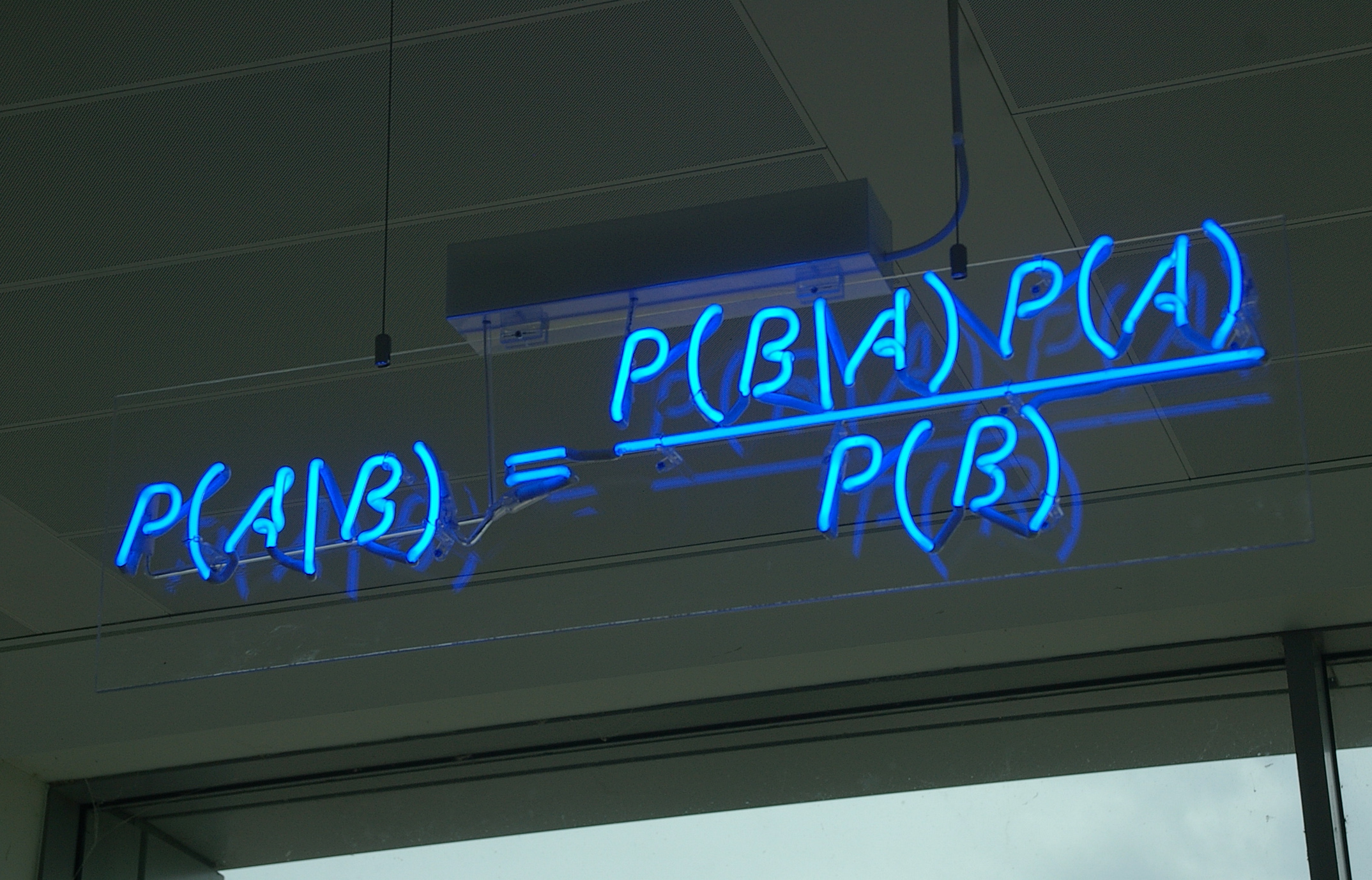
Неоновая вывеска с теоремой Байеса в кембриджском офисе

Майкл Линч и Ричард Гонт (Richard Gaunt) на основе одного из подразделений компании Cambridge Neurodymaics, в котором работали над исследованием программного распознавания отпечатков пальцев, в 1996 году основали компанию Autonomy. (В 2005 году Cambridge Neurodynamics была целиком выкуплена основателями и стала частью Autonomy.) Основным решением компании изначально становится связующее программное обеспечение, предоставляющее настраиваемые механизмы категоризации контента, основанные на выделении смысловых единиц (англ. meaning based computing) и распознавании образов.
В 1998 году компания провела первичное размещение на Лондонской фондовой бирже, вплоть до упразднения её акции торговались с тикером AU. За два последующих года рыночная капитализация компания выросла в 100 раз, превысив на пике бума доткомов $10 млрд и сделав Линча долларовым миллиардером.
С середины 2000-х годов компания ориентировалась на экстенсивный рост за счёт поглощений, как конкурентов, так и разработчиков смежных решений в рамках стратегии расширения продуктового портфеля. Так, в декабре 2005 года компания приобрела основного конкурента на рынке программного поиска в неструктурированных данных того времени — американскую компанию Verty за $500 млн , в мае 2007 года — британскую компанию Blinkx, специализирующуюся на поиске в видео- и аудиоконтенте за $0,25 млрд, в июле 2007 года — компанию Zantaz, предоставляющей услуги по архивации электронной почты и юридической поддержке по цифровому праву за $375, в октябре 2007 года — североирландскую Meridio, разрабатывающую тиражируемое приложение по управлению записями, а в январе 2009 года — компанию-разработчика ECM-системы Interwoven за $0,775 млрд. В июне 2010 года у корпорации CA Technologies выкуплено подразделение, занимающееся разработкой тиражируемой системы интегрированного управления организационной информацией, параметры сделки не разглашались. В мае 2011 года была приобретена компания Iron Mountain Digital, предоставляющая услуги по цифровой разведке и резервированию информации за $0,38 млрд.
18 августа 2011 года корпорация Hewlett-Packard объявила о достижении соглашения с Autonomy о её поглощении за $10,2 млрд (с оценкой стоимости на 79 % выше рыночной капитализации). 3 октября 2011 года сделка была закрыта, Hewlett-Packard получила 87 % акций компании.

## Последствия поглощения
Менее чем через месяц после соглашения о поглощении в Hewlett-Packard сменился генеральный директор — вместо Лео Апотекера (нем. Léo Apotheker) пост заняла Мег Уитмен, которая отметила существенные сложности по масштабированию унаследованного бизнеса Autonomy, а результаты продаж лицензий на продукты Autonomy во II квартале финансового года (закончившегося в апреле 2012 года) назвала «сильно разочаровывающими». В мае 2012 года около 250 бывших сотрудников Autonomy, включая Майкла Линча, были уволены из корпорации, в ноябре того же года корпорация списала около $8,8 млрд активов поглощённой фирмы, попутно обвинив бывшее руководство Autonomy в намеренном завышении финансовых показателей. С точки зрения Линча, расхождение в оценке финансовых результатов вызвано различиями между британскими бухгалтерскими стандартами IFRS и американскими GAAP, а отнюдь не мошенническими намерениями менеджмента Autonomy, также Линч сослался на авторитет аудиторов Deloitte, ежеквартально проверявших отчётность его компании.
В 2015 году Hewlett-Packard подала иск в лондонский суд на Линча и Сушована Хуссейна (бывшего финансового директора Autonomy), требуя от них $5,1 млрд компенсации за преднамеренные искажения в финансовой отчётности (впоследствии разбирательство было отложено до 2018 года). После раздела Hewlett-Packard в 2015 году активы Autonomy перешли в корпорацию HPE, и вскоре проданы британской компании Micro Focus вместе с большим пакетом бизнеса по разработке программного обеспечения (включающим всю линейку OpenView, программные системы по управлению ИТ, системы по организации разработки программного обеспечения), сумма сделки за весь пакет оценена в $8,8 млрд.
В 2018 году Хуссейн был осуждён британским судом на 12 лет тюремного заключения, впоследствии срок был сокращён. Хуссейн был освобождён в январе 2024 года, он отбыл пятилетний срок в исправительном учреждении.
В июне 2024 года Майк Линч был оправдан судом в США, куда он был экстрадирован из Великобритании. Всего ему вменялось 15 пунктов обвинения: один эпизод участия в сговоре и четырнадцать эпизодов мошенничества с использованием электронных средств коммуникации. Параллельно с Линчем рассматривалось дело вице-президента по финансам Autonomy Стивена Чемберлена, он также был полностью оправдан.
Вскоре после оправдания Стивен Чемберлен был сбит автомобилем во время утренней пробежки и скончался, а Майк Линч утонул утром 19 августа 2024 года во время шторма при крушении своей 56-метровой суперъяхты Bayesian у берегов Сицилии.

## IDOL
IDOL (Intelligent Data Operating Layer) — пакет связующего программного обеспечения, считавшийся основным продуктом компании. В пакет включено множество функций по обработке неструктурированных данных, таких как автоматическое выделение сущностей (в том числе, с поддержкой машинного обучения с учителем), концептуальный анализ данных (выявление взаимосвязей между данными в различных системах), визуализация массивов данных, кластерный анализ, автоматическое формирование таксономий. Пакет разработчики противопоставляли системам класса Business Intelligence, обрабатывающим исключительно структурированную информацию.

## Реклама
Компания спонсировала команду Mercedes GP спортивных автогонок Формула 1 с суммарным бюджетом $8 млн и футбольную команду английской премьер-лиги Тоттенхэм Хотспур (с 2010 года).